# 3 Karpacki Batalion Ciężkich Karabinów Maszynowych
3 Karpacki Batalion Ciężkich Karabinów Maszynowych (3 Baon CKM) – oddział piechoty Polskich Sił Zbrojnych.

## Formowanie, zmiany organizacyjne
W 1941 roku w składzie Samodzielnej Brygady Strzelców Karpackich została zorganizowana samodzielna kompania ciężkich karabinów maszynowych. Dowódcą kompanii był kapitan Malik Somchjanc, a jego zastępcą podporucznik Józef Wolański.
W maju 1942 roku kompania została wyłączona ze składu Samodzielnej Brygady Strzelców Karpackich i podporządkowana dowódcy 2 Korpusu Strzelców.
Na podstawie rozkazu Ldz. 2470/I/Tjn./42 dowódcy Wojska Polskiego na Środkowym Wschodzie z 27 maja 1942, z dniem 1 czerwca 1942 kompania została przeformowana w 1 batalion karabinów maszynowych. Ponadto w skład formowanego batalionu włączono jednostki PSZ w ZSRR ewakuowane na Bliski Wschód w postaci: batalionu ckm 28 pp, kompanie ckm 19 i 21 pp oraz oddział ckm dywizjonu rozpoznawczego 11 DP. W trakcie organizacji batalion pod względem gospodarczym podporządkowany był Dywizji Strzelców Karpackich. Zgodnie z rozkazem dowódcy WPŚW z 27 maja 1942 r. na stanowisko dowódcy został wyznaczony ppłk dypl. Tadeusz Skinder. Batalion organizacyjnie składał się z:
- dowództwa batalionu,
- kompanii dowodzenia,
- czterech kompanii karabinów maszynowych,
- kompanii marszowej,
- plutonu łączności,
- czołówki warsztatowej.

1 batalion ckm formowany był w obozie Beit Dżirdża. Stan etatowy batalionu ustalono na 37 oficerów i 841 szeregowych.
29 sierpnia 1942  batalion otrzymał nazwę Karpackiego batalionu ckm. 5 września dyslokowany został do Qizil Ribat w Iraku. 12 września 1942 roku została powołana Armia Polska na Wschodzie. Na podstawie rozkazu Ldz. 100/Tjn./42 dowódcy Armii Polskiej na Wschodzie z 12 października 1942 batalion został podporządkowany dowódcy Dywizji Strzelców Karpackich. W listopadzie 1942 roku Dywizja Strzelców Karpackich została przeformowana w 3 Dywizję Strzelców Karpackich, a batalion w 3 Karpacki batalion ciężkich karabinów maszynowych o stanie 30 oficerów i 719 szeregowców. Stanowisko dowódcy batalionu objął podpułkownik dyplomowany piechoty Tadeusz Skinder.
Od 13 listopada do 4 grudnia 1942 dywizja przemieściła się do rejonu Mosul-Qaiyara (Qayyarah), gdzie przejęła od hinduskiej 8 Dywizji Piechoty zadanie obrony kierunku Rawanduz-Mosul, czyli drogi prowadzącej z Persji do północno-wschodniego Iraku. W tej drugiej miejscowości stacjonował 3 baon ckm.
25 maja 1943 batalion jako jednostka administracyjna został przydzielony pod względem gospodarczym do Kwatery Głównej 3 Dywizja Strzelców Karpackich.
4 lipca 1943 podpułkownik Skinder został mianowany zastępcą dowódcy 2 Brygady Strzelców Karpackich. 9 lipca 1943 roku dowódca armii wyznaczył majora Antoniego Miedźwiedź na stanowisko dowódcy baonu. Po zakończeniu walk, na przełomie lipca i sierpnia 1945 batalion wyznaczony został do pełnienia służby wartowniczej. Wszedł w skład Zgrupowania Brygadowego „Tobruk” Grupy „Straż” (Polish Guarg Group). W lutym 1946 strzegł obozów jeńców niemieckich w rejonie Cesenatico.

## Żołnierze batalionu
Dowódcy batalionu
- ppłk dypl. piech. Tadeusz Skinder (27 V 1942 – 4 VII 1943)
- mjr / ppłk piech. Antoni Miedźwiedź (9 VII 1943 - 1947)

Zastępcy dowódcy
- mjr Melik Samochjanc (1 VI 1943 - V 1944)[10]
- mjr Artur Bronisław Dubeński (V 1944 - 1947)[11]

Oficerowie
- por. Józef Tropaczyński